# Черкізовська (станція метро)
55°48′10″ пн. ш. 37°44′41″ сх. д. / 55.80278° пн. ш. 37.74472° сх. д.
«Черкізовська» (рос. Черкизовская) — станція Московського метрополітену, Сокольницької лінії. Відкрита 1 серпня 1990 р.
Розташована між станціями «Бульвар Рокосовського» та «Преображенська площа», на території району «Преображенське» Східного адміністративного округу Москви.

## Історія і походження назви
Станція відкрита у складі черги «Преображенська площа» — «Вулиця Подбєльського». Названа по колишньому селу Черкізово.

## Вестибюлі й пересадки
Станція має два вестибюлі. Південний виходить на Велику Черкізовську вулицю. Через нього проходить основний потік пасажирів, що йдуть на стадіон «Локомотив» і на торгові ряди «Черкізовський пасаж». Північний вихід веде до північного в'їзду на територію стадіону «Локомотив»,
- Східний вокзал
- платформу МЦК  Локомотив
- автобуси: 34, 34к, 52, 171, 230, 372, 449, 469, 552, 716, 974, т32, т41, т83, н15;
  - обласні: 860, 1251, 1251к

## Технічна характеристика
Конструкція станції — односклепінна, мілкого закладення (глибина закладення — 11 м) з однією острівною прямою платформою. Споруджена за типовим проектом. Від головних колій лінії відходять дві сполучні гілки в електродепо «Черкізово», яке обслуговує Сокольницьку лінію. Депо розташоване біля північного виходу станції.

## Оздоблення
Стіни колійних тунелів і частина склепіння оздоблені темним металом, підлога викладена сірим гранітом. Станція освітлюється за рахунок відбитого від склепіння світла, яке випромінюється світильниками, захованими за верхньою частиною оздоблення. Над сходовими маршами знаходяться вітражі, присвячені видам спорту (скульптор А. М. Кузнєцов).

## Колійний розвиток

Колійний розвиток станції «Черкізовська»

Колійний розвиток станції — 2 стрілочних переводи і 2 одноколійних ССГ з «електродепо ТЧ-13 Черкізово».